# Lips (Unternehmen)
Lips N.V. war ein 1939 in Drunen gegründetes Maschinenbauunternehmen, das bis 2010 Schiffspropeller baute.

## Geschichte
Der Gründer des Unternehmens war Max Lips. Lips beteiligte sich zunächst 1900 an der Eisengießerei George Dufay in ’s-Hertogenbosch und übernahm diese 1910 komplett. Das Unternehmen stellte erfolgreich Schiffspropeller her und wurde zunächst vergrößert, 1924 aber wieder aufgelöst.
Bald darauf begann Lips erneut, zunächst in ’s-Hertogenbosch. In den folgenden Jahrzehnten entwickelte Lips verschiedene Propeller für den Einbau in Küsten- und Seeschiffe, wobei im Laufe der Jahre immer größere Einheiten gebaut werden konnten. Im Jahr 1939 wurde dann eine neu erbaute Schiffsschraubengießerei in Drunen eröffnet. Im Zuge der Weltwirtschaftskrise und des Zweiten Weltkriegs ging das Unternehmen durch eine schwierige Zeit, in den Wiederaufbaujahren nach dem Zweiten Weltkrieg wuchs auch Lips stark und errichtete auch Produktionsstätten in weiteren Ländern. Einschließlich der ausländischen Tochtergesellschaften und Beteiligungen beschäftigte die Lips-Gruppe 1973 rund 2400 Mitarbeiter, danach geriet das Unternehmen in den 1970er und 1980er Jahren durch die geringere Nachfrage in der Schiffbaubranche und falsche Diversifikation in eine Krise. Ende der 1980er Jahre war die Krise überwunden und 1998 wurde Lips durch die britische TI Group übernommen, die das Unternehmen mit John Crane zur John Crane-Lips zusammenschloss. Nachdem die TI Group sich im Jahr 2000 mit Smiths Industries zur Smiths Group zusammengeschlossen hatte, wurde John Crane-Lips an Wärtsilä verkauft und in Wärtsilä Propulsion integriert. Die Produktion wurde 2010 nach China ausgelagert und am Standort Drunen nur die Belieferung mit Ersatzteilen sowie ein Service- und Weiterbildungsstandort belassen.